# Ports de Morella
|  | Aquest article tracta sobre la comarca històrica. Si cerqueu la serralada dels Ports, vegeu «Ports de Tortosa-Beseit». |

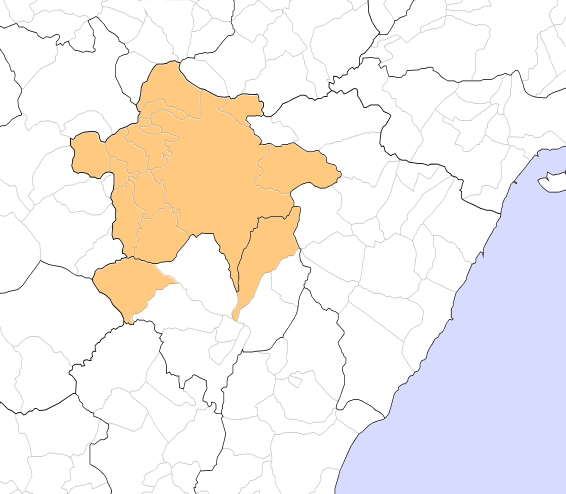
Localització de la comarca natural dels Ports de Morella segons l'estudi de comarcalització d'Emili Beüt i Belenguer.

Ports de Morella és una comarca històrica del País Valencià que coincideix en gran part amb l'actual comarca dels Ports, amb l'excepció de Catí, que forma part actualment de la comarca de l'Alt Maestrat. Apareix al mapa de comarques d'Emili Beüt, Comarques naturals del Regne de València, publicat l'any 1934. Vilafranca, que en la comarcalització de Beüt i Belenguer s'inscrivia en l'Alt Maestrat, es va integrar als Ports en 2023.